# Tréméreuc
Tréméreuc (tiếng Breton: Tremereg) là một xã của tỉnh Côtes-d’Armor, thuộc vùng Bretagne, tây bắc Pháp.

## Dân số
Người dân ở Tréméreuc được gọi là Tréméreucois.